# ستيوارت وايتهيد
ستيوارت وايتهيد (بالإنجليزية: Stuart Whitehead)‏ هو لاعب كرة قدم بريطاني في مركزي قلب الدفاع، ولد في 17 يوليو 1976 في برومزغروف ‏ في المملكة المتحدة. لعب مع بولتون واندررز ودارلينجتون إف سى وشروزبري تاون ونادي تلفورد يونايتد ونادي كارلايل يونايتد ونادي كيدرمينستر هاريرز لكرة القدم ونادي ووستر سيتي.

## وصلات خارجية
- ستيوارت وايتهيد على موقع قاعدة بيانات كرة القدم.إي يو (الإنجليزية)
- ستيوارت وايتهيد على موقع Soccerbase.com (لاعب) (الإنجليزية)